# 伊普斯威奇 (英國國會選區)
伊普斯威奇（英語：Ipswich），英國國會一自治市選區，包括英格蘭東部薩福克郡伊普斯威奇，西北部除外。始設於1295年，1660至1918年應選兩席，此後應選一席。
本區1992年起支持工黨，但在2010年大選中保守黨的本·格默以48.3%選票勝出該區擊敗尋求連任的克里斯·摩爾首次當選。